# بوستان شیرسنگی

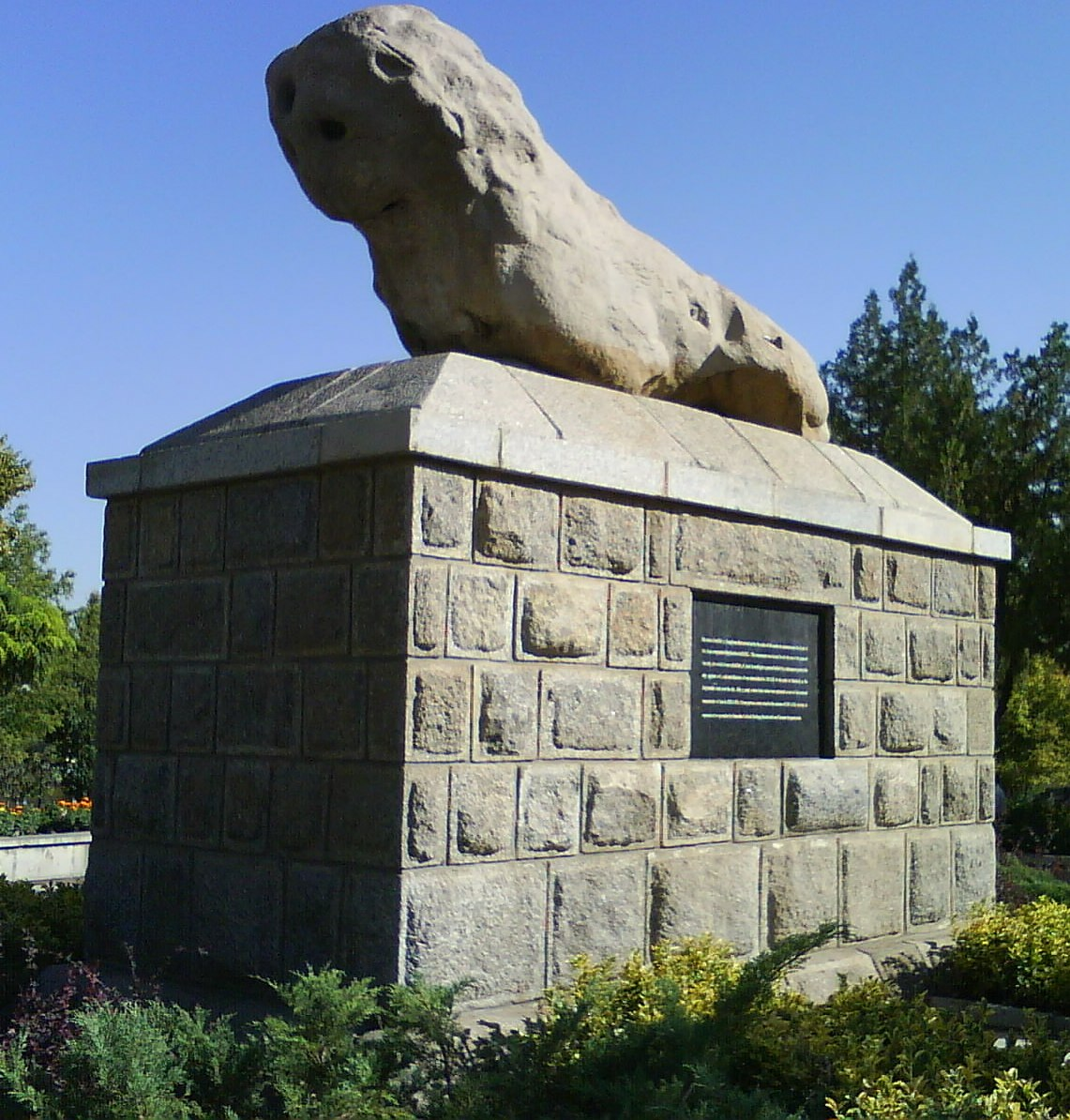

پارک شیرسنگی یا بوستان میدان مجسمهٔ شیرسنگی یکی از پارک‌های شهر همدان است که در میدان شیرسنگی واقع شده‌است. از دیدنی‌های این پارک وجود پیکرهٔ چند هزار سالهٔ شیر سنگی همدان در آن است.
این میدان در خیابان تختی، و بعد از خیابان ۱۲ متری سنگشیر واقع شده‌است.